# Провулок Ніни Строкатої
Прову́лок Ні́ни Строка́тої — провулок у Дарницькому районі Києва, в межах селища Бортничі. Пролягає від вулиці Суворова до Садової вулиці. 

## Історія
Провулок виник у середині XX століття під назвою провулок Суворова, на честь російського полководця Олександра Суворова.
Сучасна назва на честь української вченої, дисидентки Ніни Строкатої, дружини дисидента та мовознавця Святослава Караванського — з 2023 року.